# Axonopus marginatus
Axonopus marginatus là một loài thực vật có hoa trong họ Hòa thảo. Loài này được (Trin.) Chase ex Hitchc. mô tả khoa học đầu tiên năm 1913.